# San Alberto (Cesar)
San Alberto ist eine Gemeinde (municipio) im Departamento Cesar in Kolumbien.

## Geographie
San Alberto liegt im Süden von Cesar 350 km von Valledupar entfernt und hat eine Durchschnittstemperatur von 27 °C. Der Hauptort liegt auf 125 Metern Höhe, die Höhe der Gemeinde reicht aber von 50 bis 2600 Metern. An die Gemeinde grenzen im Norden San Martín, im Osten Ábrego im Departamento de Norte de Santander, im Süden La Esperanza im Departamento de Norte de Santander und im Westen Rionegro im Departamento de Santander.

## Bevölkerung
Die Gemeinde San Alberto hat 26.551 Einwohner, von denen 19.866 im städtischen Teil (cabecera municipal) der Gemeinde leben (Stand: 2019).

## Geschichte
San Alberto wurde 1955 von Luis Felipe Rivera Jaimes gegründet. Die Besiedlung der Region erfolgte zum einen in Folge von Binnenvertreibungen während des Bürgerkriegs, der in den 1950er Jahren in Kolumbien herrschte, und zum anderen aufgrund des Baus einer Eisenbahnstrecke. Mitte der 1970er Jahre stieg die Bevölkerung signifikant, weswegen San Alberto 1977 den Status einer Gemeinde erhielt.

## Wirtschaft
Der wichtigste Wirtschaftszweig von San Alberto ist der Anbau von Ölpalmen. Zudem spielt die Milchproduktion eine wichtige Rolle.